# Trường Đài Bắc ở Thành phố Hồ Chí Minh
Trường Đài Bắc ở Thành phố Hồ Chí Minh (TSHCMC; phồn thể: 越南胡志明市臺灣學校; giản thể: 越南胡志明市台湾学校; bính âm: Yuènán Hú Zhìmíng Shì Táiwān Xuéxiào; tiếng Việt: Trường Đài Bắc) là một trường quốc tế của Đài Loan tại Quận 7, Thành phố Hồ Chí Minh, Việt Nam.
TSHCMC được thành lập vào ngày 27 tháng 10 năm 1997, phục vụ giảng dạy từ mẫu giáo đến trung học. Tính đến năm 2016, trường có khoảng 60 giáo viên, 450 học sinh quốc tịch Đài Loan và 60 học sinh quốc tịch khác.